# Boeing C-135 Stratolifter
Le Boeing C-135 Stratolifter est un avion de ravitaillement militaire dérivé du ravitailleur KC-135 Stratotanker, lui-même dérivé du prototype Boeing 367-80. Le premier KC-135 effectue son premier vol le 31 août 1956 et à partir de 1960, l'United States Air Force souhaite le développement d'une version destinée exclusivement au transport, pour s'ajouter à sa flotte de C-137 Stratoliner. Le Stratolifter est produit en deux versions, C-135A et C-135B, pour un total de 45 exemplaires.
Les C-135 et KC-135 servent de base pour des versions destinées entre autres à la reconnaissance, la recherche, le commandement aéroporté et la reconnaissance météorologique.
Pour certains pilotes, cet avion est le meilleur qu'ils aient piloté.

## Historique
La première version fut le C-135A, dont 15 exemplaires furent construits. Il vola pour la première fois le 19 mai 1961 et entra en service le 8 juin de la même année. Les C-135A étaient motorisés par 4 Pratt & Whitney J57, et furent livrés en complément du C-141 au MATS. Le C-135 peut emporter 126 passagers, ou 44 blessés. Certains servirent au sein de la NASA pour l'entraînement au vol en apesanteur. 3 autres furent convertis en NC-135A, afin de suivre les tests d'armes nucléaires, ou en VC-135A de transport de VIP.

## Versions

### Versions de transport
- Boeing C-135A : Version de transport (cargo et passager) dérivée du KC-135A. 18 exemplaires[2].
- Boeing C-135B : Version équipée de réacteurs TF33, 30 exemplaires[2].
- Boeing C-135C : Banc d'essai pour des équipements de communication[2].
- Boeing C-135E : C-135A remotorisé avec des TF33[2].
- Boeing C-135R : C-135E remotorisé avec des F108 (CFM56)[2].

### Versions spécialisées
- Boeing WC-135 Constant Phoenix
- Boeing OC-135
- Boeing RC-135
- Boeing C-135K : Ravitailleurs reconvertis en transport VIP[2].